# 連城拳
連城拳，福建拳術，為中國武術流派之一，屬於少林寺一脈，是福建省省级非物质文化遗产，也屬於客家文化之一。

## 源流
宋朝端拱年间，连城人黃九郎至嵩山少林寺随蔡、董、孙三位僧師學習武藝，藝成返鄉後又在連城傳授門徒，清朝順治年間連城拳師黃百家在浙江經商時，與同為連城拳師的黄思焕、王征南互相探討鑽研，終創出一套連城拳，後來康熙年間時南少林因參加反清而被毀，寺中武僧逃至連城隔田、隔川一帶隱居，又傳下南少林武功，使連城拳又吸收了南拳的特色。

## 介紹
連城拳防守严密而发劲雄厚，具備南拳擅長短打的特色；而步法的快速、身法灵巧、手脚并用又兼有北派少林长處，但北派招式大開大闔的特點跟多用腿功在連城拳中已不復見，講究步法穩固，拳打上中下三路，上肢動作較多，因此今時多認為連城拳屬於南拳一脈。

## 套路
连城拳的徒手套路有单钩、双钩、花钩、捆手、七拳、单提、四门拳、心安拳、老花拳、猛虎跳墙、八步缠狮、蛤蟆觅水、老虎伸腰等，器械套路则以棍为主，但也有双刀、山字耙、铁尺、钩鐮枪、锏、双剑、七星耙、板凳、盾牌等兵器功夫。

## 來源
1. 1 2 3  .   [2023-01-14]. （原始内容存档于2023-01-14）.
2. 1 2   (PDF).   [2023-01-14]. （原始内容存档 (PDF)于2023-01-17）.